# Epiphragma signatum
Epiphragma signatum är en tvåvingeart som beskrevs av de Meijere 1911. Epiphragma signatum ingår i släktet Epiphragma och familjen småharkrankar. Inga underarter finns listade i Catalogue of Life.